# Arthur Diehl

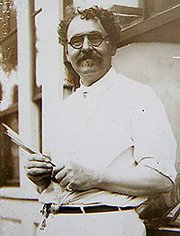
Arthur Diehl

Arthur Vidal Diehl (Londen, 1870 – Provincetown, 12 januari 1929) was een Engels-Amerikaans kunstschilder. Hij wordt gerekend tot het impressionisme.

## Leven en werk
Diehl werd in Londen geboren als jongste van zes kinderen. Zijn vader was een violist en dirigent van een operakoor, zijn moeder was pianiste en schreef damesromans. Aanvankelijk leek ook Arthur voorbestemd voor de muziek, had ook duidelijk talent (op zijn zestiende verving hij zijn vader al eens als dirigent), maar uiteindelijk koos hij toch voor de schilderkunst. Op aanraden van Sir Frederic Leighton, een kennis van zijn moeder, ging hij twee jaar studeren in Italië. Hij bezocht Venetië en verbleef langere tijd in Milaan, waar hij vooral meesterwerken uit de plaatselijke musea kopieerde. In 1899 exposeerde hij bij de Royal Academy of Arts. Rond 1890 maakte hij een reis naar Frankrijk en raakte daar onder de indruk van het impressionisme. Ook bezocht hij Zwitserland en Marokko.
In 1893 emigreerde Diehl naar de Verenigde Staten, waar hij zich aanvankelijk opnieuw toelegde op kopieerwerk, om de kost te verdienen. Hij huwde tweemaal een oudere vrouw, tweemaal kwam deze snel te overlijden. Met zijn derde vrouw, Jennie Ludwig, kreeg hij een zoon. In 1912 vestigde hij zich in Cape Cod, toentertijd thuishaven van meerdere kunstenaars. Hij opende er een studio in Provincetown. In 1913 plande hij een uitgebreide reis door Europa, verbleef een periode in Nederland, maar na een beroving was hij gedwongen naar Amerika terug te keren.
Diehl schilderde vooral landschappen, stads- en zeegezichten, in hoog tempo, meestal op locatie, in een impressionistische stijl. Als thema koos hij vaak voor het plaatselijke leven in Provincetown, maar hij schilderde ook in andere Amerikaanse steden als Boston en New York. Daarnaast bleef hij zijn leven lang werken maken met thema's uit de 'oude wereld', met name Venetië, hoewel hij na zijn studietijd nooit meer naar Italië was teruggekeerd, puur op basis van zijn geheugen.

## Galerij

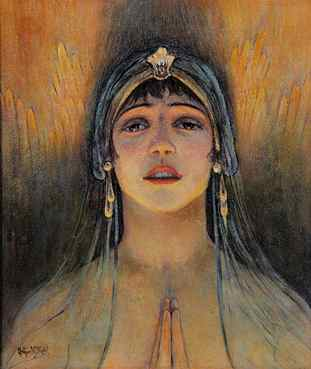
Pagan Prayer
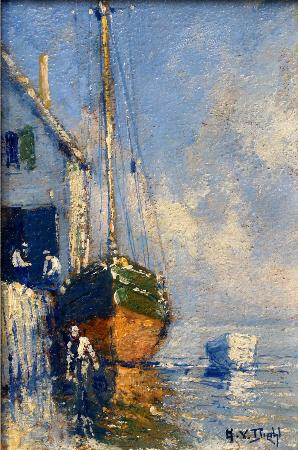
Provincetown, wharf at low tide
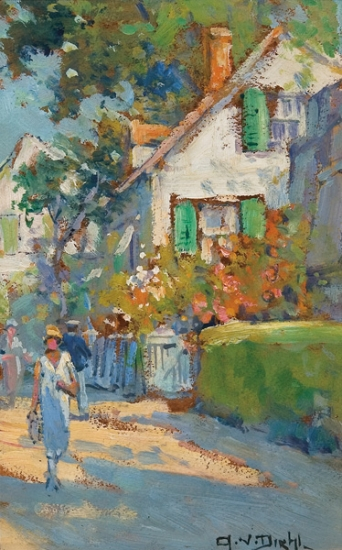
A Stroll Through Town
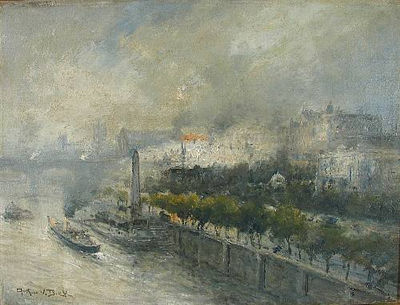
A View of the Thames
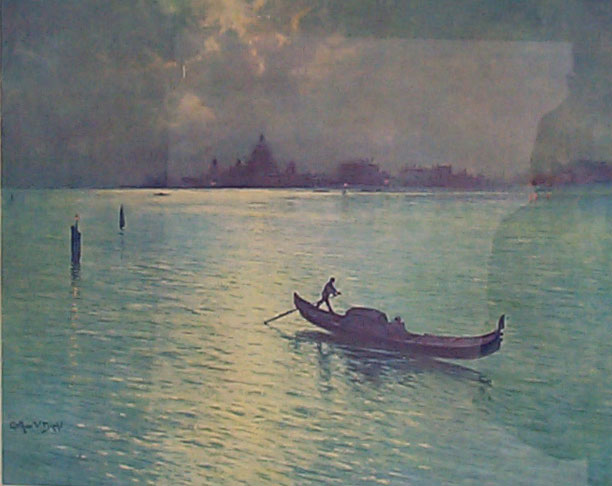
Venice

## "Hollandse" werken

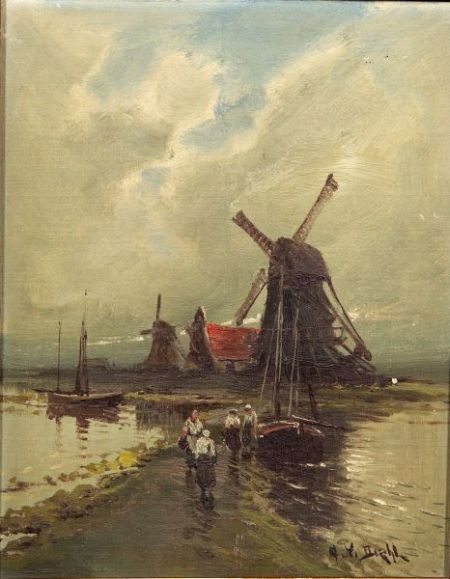
Dutch coastal scene
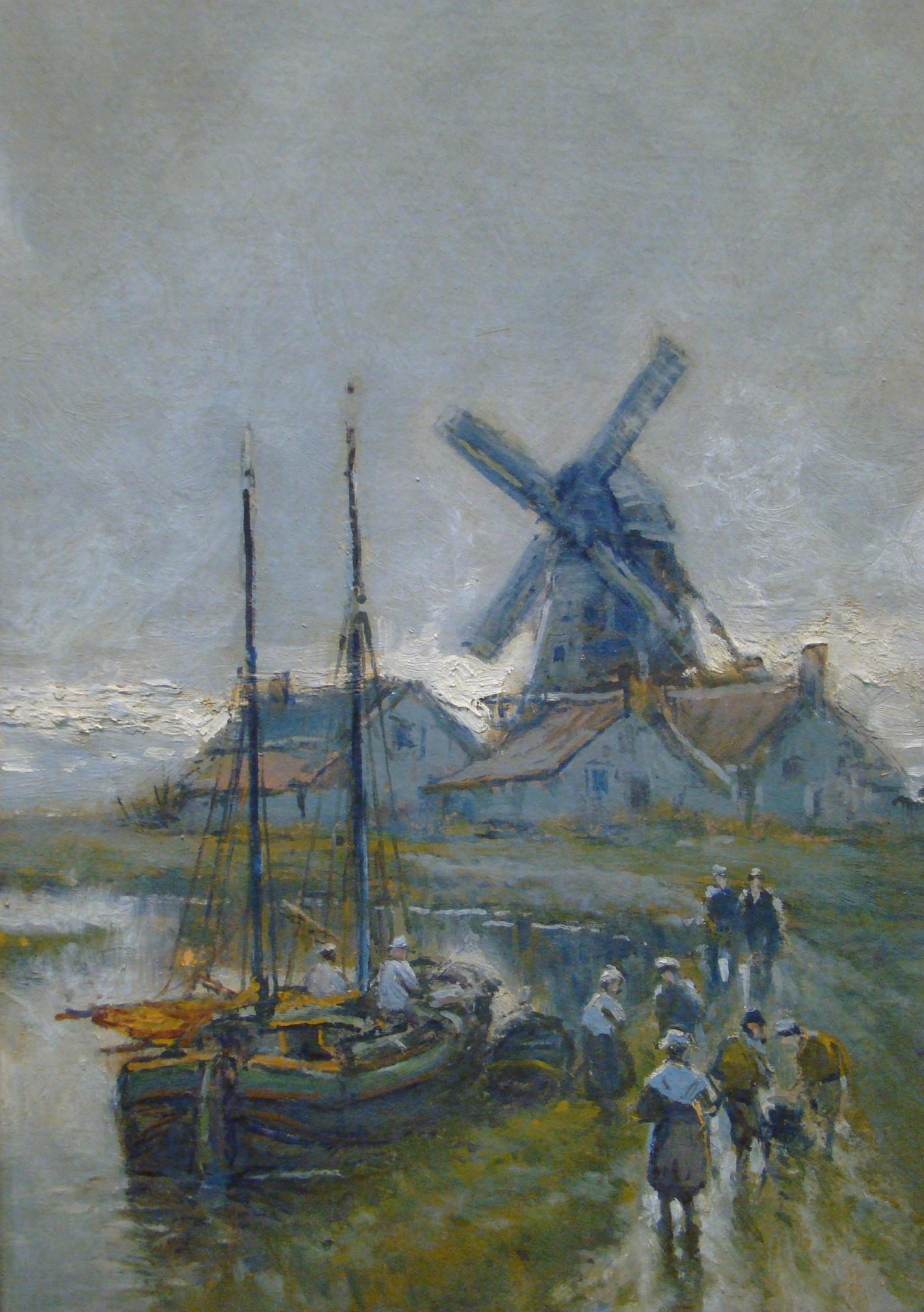
Dutch Landscape
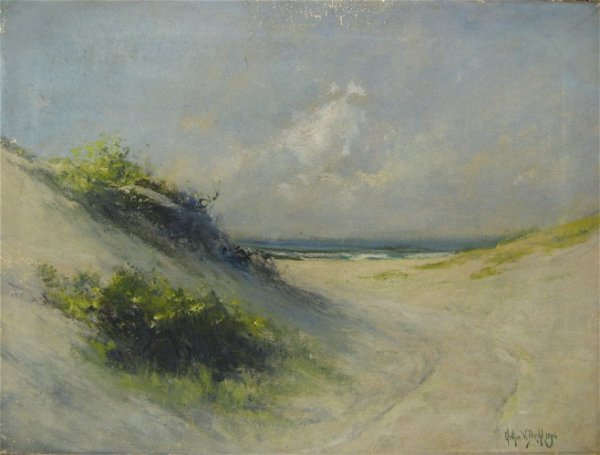
Dunes, Holland
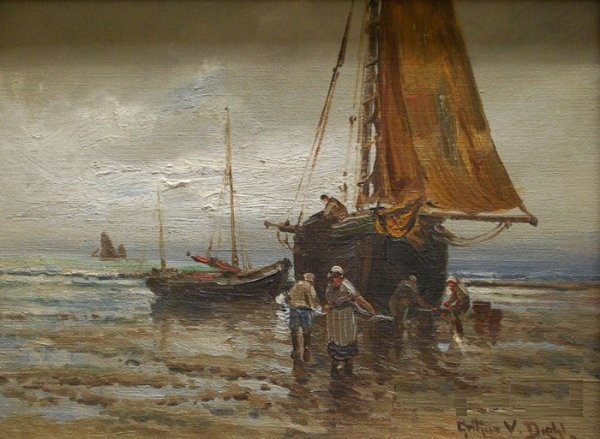
Dutch fisherman